# Right or Wrong (Stealers Wheel)
Right or Wrong is het derde en tevens laatste muziekalbum van Stealers Wheel. Na een aantal breuken en herstelpogingen liep het schip dan toch aan de grond. De beide heren Egan en Rafferty kregen het met elkaar aan de stok over de in te schakelen musici en ze konden ook al geen producent vinden. Ze waren 18 maanden uit roulatie en in die tijd was dat dodelijk voor een toch al weinig bekende band. Toen het album uitkwam bestond Stealers Wheel niet meer. Het album moest in vergelijking op de eerste twee albums (1989) lang wachten op een heruitgave op compact disc (2005). Producent was de Amerikaan Mentor Williams. Zowel Gerry Rafferty als Joe Egan gingen solo aan de slag waarbij de eerste veruit het meeste succes kreeg. Andy Steele ging samen met Wintour en Holland verder met Ian Gillan; Chris Mercer verscheen op allerlei albums.
De ontwerper van de hoes was opnieuw John Burns, inmiddels bekend onder zijn artiestennaam Patrick.

## Musici
- Joe Egan (Josephine), Gerry (Geraldine) Rafferty – zang, gitaar, toetsinstrumenten

aangevuld met:
- Bernie Holland, Hugh Burns – gitaar
- Dave Wintour – basgitaar
- Chris Neill – harp
- Chris Mercer – saxofoon
- Andy Steele – slagwerk, percussie
- David Briggs – piano en strijkarrangementen

## Muziek
Alle muziek van Egan en Rafferty behalve Don’t get me wrong (Rafferty)
| Nr. | Titel               | Duur |
| --- | ------------------- | ---- |
| 1.  | Benediction         | 4:48 |
| 2.  | Found my way to you | 3:41 |
| 3.  | This morning        | 3:28 |
| 4.  | Let yourself go     | 3:28 |
| 5.  | Home from home      | 3:40 |

| Nr. | Titel              | Duur |
| --- | ------------------ | ---- |
| 1.  | Go as you please   | 3:43 |
| 2.  | Wishbone           | 3:29 |
| 3.  | Don’t get me wrong | 3:15 |
| 4.  | Monday, Monday     | 3:26 |
| 5.  | Right or wrong     | 4:43 |

## Hitnotering

### NederlandseAlbum Top 100
| Hitnotering: 05-04-1975 t/m 19-04-1975 | Hitnotering: 05-04-1975 t/m 19-04-1975 | Hitnotering: 05-04-1975 t/m 19-04-1975 | Hitnotering: 05-04-1975 t/m 19-04-1975 | Hitnotering: 05-04-1975 t/m 19-04-1975 |
| Week:                                  | 1                                      | 2                                      | 3                                      |                                        |
| -------------------------------------- | -------------------------------------- | -------------------------------------- | -------------------------------------- | -------------------------------------- |
| Positie:                               | 36                                     | 32                                     | 43                                     | uit                                    |